# Élections générales néo-écossaises de 2017
L'élection générale néo-écossaise de 2017 a lieu le 30 mai 2017 afin d'élire pour quatre ans les députés de l'Assemblée législative de la Nouvelle-Écosse.
Malgré un recul, le parti libéral du premier ministre sortant Stephen McNeil remporte le scrutin, permettant à ce dernier de continuer à disposer d'un gouvernement majoritaire.

## Système électoral
L'Assemblée législative de la Nouvelle-Écosse est composée de 51 sièges pourvus pour quatre ans au scrutin uninominal majoritaire à un tour dans autant de circonscriptions électorales.

## Sondages

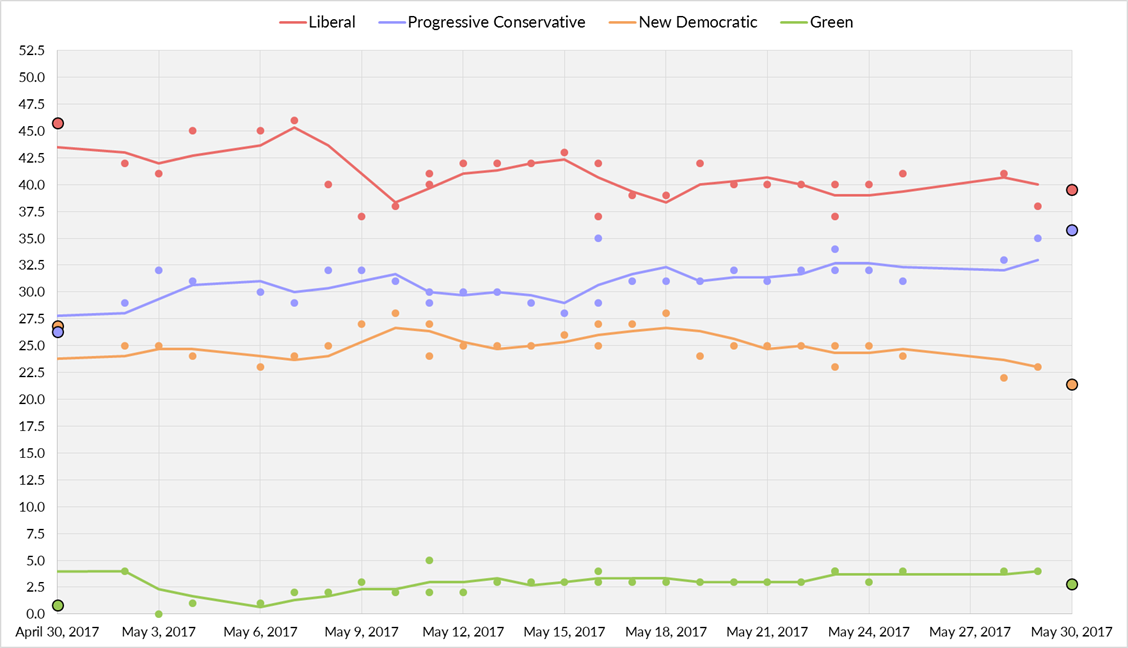

## Forces en présence
| Parti politique | Parti politique                                               | Idéologie                                         | Chef               | Députés      | Députés            | Députés   |
| Parti politique | Parti politique                                               | Idéologie                                         | Chef               | Élus en 2013 | A la disso- lution | Candidats |
| --------------- | ------------------------------------------------------------- | ------------------------------------------------- | ------------------ | ------------ | ------------------ | --------- |
|                 | Parti libéral Liberal Party (LIB)                             | Centre Libéralisme                                | Stephen McNeil     | 33           | 34                 | 51        |
|                 | Parti progressiste-conservateur Progressive Conservative (PC) | Centre droit Conservatisme, libéral-conservatisme | Jamie Baillie      | 11           | 10                 | 51        |
|                 | Nouveau Parti démocratique New Democratic Party (NPD)         | Centre gauche Social-démocratie                   | Gary Burrill       | 7            | 5                  | 51        |
|                 | Parti vert Green party (Verts)                                | Gauche Écologisme, progressisme                   | Thomas Trappenberg | 0            | 0                  | 32        |
|                 | Atlantica Atlantica Party                                     | Droite Libéralisme classique                      | Jonathan Dean      | 0            | 0                  | 15        |
|                 | Indépendants                                                  | Indépendants                                      | Indépendants       | 0            | 1                  | 3         |
|                 | Vacant                                                        | Vacant                                            | Vacant             | 0            | 1                  | -         |
| Total           | Total                                                         | Total                                             | Total              | 51           | 51                 | 203       |

## Résultats
|                           |                                      |         |       |      |        |               |  |  |  |
| Parti                     | Parti                                | Votes   | %     | +/–  | Sièges | +/–           |  |  |  |
|                           | Parti libéral (Lib)                  | 158 383 | 39,47 | 6,24 | 27     | 6             |  |  |  |
|                           | Parti progressiste-conservateur (PC) | 143 354 | 35,73 | 9,42 | 17     | 6             |  |  |  |
|                           | Nouveau Parti démocratique (NPD)     | 86 299  | 21,51 | 5,33 | 7      | en stagnation |  |  |  |
|                           | Parti vert (Verts)                   | 11 127  | 2,77  | 1,92 | 0      | en stagnation |  |  |  |
|                           | Parti Atlantica (PA)                 | 1 632   | 0,41  | Nv   | 0      | en stagnation |  |  |  |
|                           | Indépendants                         | 447     | 0,11  | 0,19 | 0      | en stagnation |  |  |  |
|                           |                                      |         |       |      |        |               |  |  |  |
| Votes valides             | Votes valides                        | 401 242 | 99,47 |      |        |               |  |  |  |
| Votes blancs et invalides | Votes blancs et invalides            | 2 123   | 0,53  |      |        |               |  |  |  |
| Total                     | Total                                | 403 365 | 100   | -    | 51     | en stagnation |  |  |  |
| Abstention                | Abstention                           | 352 748 | 46,65 |      |        |               |  |  |  |
| Inscrits / participation  | Inscrits / participation             | 756 113 | 53,35 |      |        |               |  |  |  |